# Низовка (Ардатовский район)
Низовка (эрз. Аловеле) — село, центр сельской администрации в Ардатовском районе.

## География
Расположено на речке Сарке, в 15 км от районного центра и 5 км от железнодорожной станции Ардатов.

## Название
Название-характеристика: село находится в низине.

## История
В «Списке населённых мест Симбирской губернии» (1863) Низовка — деревня удельная и владельческая из 60 дворов (727 чел.) Ардатовского уезда. В начале 1930-х годов был создан колхоз имени Свердлова, с 1997 года — СХПК «Низовка» (специализируется на выращивании молодняка крупного рогатого скота, свиней). В современном селе — основная школа, библиотека, Дом культуры, медпункт, магазин; установлен памятник воинам, погибшим в годы Великой Отечественной войны; Михаило-Архангельская деревенская церковь (среди особо чтимых икон — образ Николая Угодника кисти монахинь Тихвинского Куриловского монастыря начале XX века и образ Божьей Матери «Достойно есть»).

## Люди, связанные с селом
Уроженцы села — советско-партийный работник Н. М. Жочкин, учёный А. М. Гурьянов.

## Население
| 2002 | 2010 | 2012 | 2013 | 2014 | 2015 | 2016 |
| ---- | ---- | ---- | ---- | ---- | ---- | ---- |
| 736  | ↗743 | ↘717 | ↘697 | ↘673 | ↘662 | ↘652 |
| 2017 | 2018 | 2019 | 2020 |      |      |      |
| ↘631 | ↘621 | ↘604 | ↘576 |      |      |      |

Население 803 чел. (2001), в основном мордва-эрзя.

## Источник
- Энциклопедия Мордовия, А. П. Кочеваткина.